# فريدريك ميلر (شخصية أعمال)
فريدريك ميلر (بالإنجليزية: Frederick Miller)‏ (و. 1824 – 1888 م) هو شخصية أعمال من الولايات المتحدة، والإمبراطورية الألمانية، ولد في ريدلينغن، توفي في ميلواكي، ويسكنسن، عن عمر يناهز 64 عاماً، بسبب سرطان.